# Barice (Serbia)
Barice (cyr. Барице) – wieś w Serbii, w Wojwodinie, w okręgu południowobanackim, w gminie Plandište. W 2011 roku liczyła 516 mieszkańców.